# Spirax-Sarco Engineering
Spirax Sarco Engineering — компания, производящая оборудование для пара и конденсата. 
Компания основана в 1910 году в Великобритании, как производство регуляторов температуры прямого действия. 
Сегодня Spirax Sarco – это более 4,000 специалистов в 48 странах. В России Spirax Sarco представлена с 1995 года компанией ООО "Спиракс-Сарко Инжиниринг", которая имеет представительства в 18 городах РФ.
В июле 2022 года Spirax Sarco покинула Россию. 
Компания предоставляет по всему миру знания, услуги и оборудование для контроля и эффективного использования пара и других технических сред.
Основная сфера применения оборудования и решений Spirax Sarco – промышленность, где пар используется в качестве теплоносителя для различных технологических процессов, нужд горячего водоснабжения и отопления.

## Ключевые направления деятельности
Услуги, предоставляемые компанией:
- аудит и комплексные решения для паровых систем
- монтаж и ввод в эксплуатацию оборудования для работы с паром
- регулирование и измерение
- решения по теплообмену
- техническое обслуживание оборудования
- комплексные инженерно-технические решения
- нефтехимия и нефтепереработка
Основное оборудование и продукция, производимые компанией:
- Котельная автоматика

- бак питательной воды
- паровые инжекторы
- системы контроля уровня
- системы непрерывной продувки котлов
- холодильники отбора проб
- портативный измеритель проводимости
- рекуперация тепла продувок котла
- сепараторы для продувок котлов
- вентиляционная головка
- система нижней продувки котла
- Расходомеры пара, жидкостей и газов

- Системы регулирования

- регулирующие клапаны
- пневматические приводы клапанов
- электрические приводы клапанов
- позиционеры, контроллеры, датчики
- системы регулирования прямого действия
- редукционные клапаны
- предохранительные клапаны
- Конденсатоотводчики

- Конденсатные насосы

- Трубопроводная арматура (запорный клапан, запорная арматура)

- Системы увлажнения

- Изделия для сжатого воздуха

- фильтры
- регуляторы
- лубрикаторы
- Инженерные системы

- теплопункты, станции перекачки воздуха
- редукционные станции
- конденсатные блоки

## Производство
Производство продукции осуществляется на 11 заводах компании, расположенных в Великобритании, США, Франции, Италии, Аргентине, Бразилии, Мексике и ЮАР. 

## Образовательная деятельность
Компания проводит обучающие семинары для пользователей пароконденсатных систем и специалистов проектных организаций, а также развивает образовательно-информационный Интернет проект «Академия пара». Архивировано из оригинала 17 марта 2012 года..